# Architektura Armenii

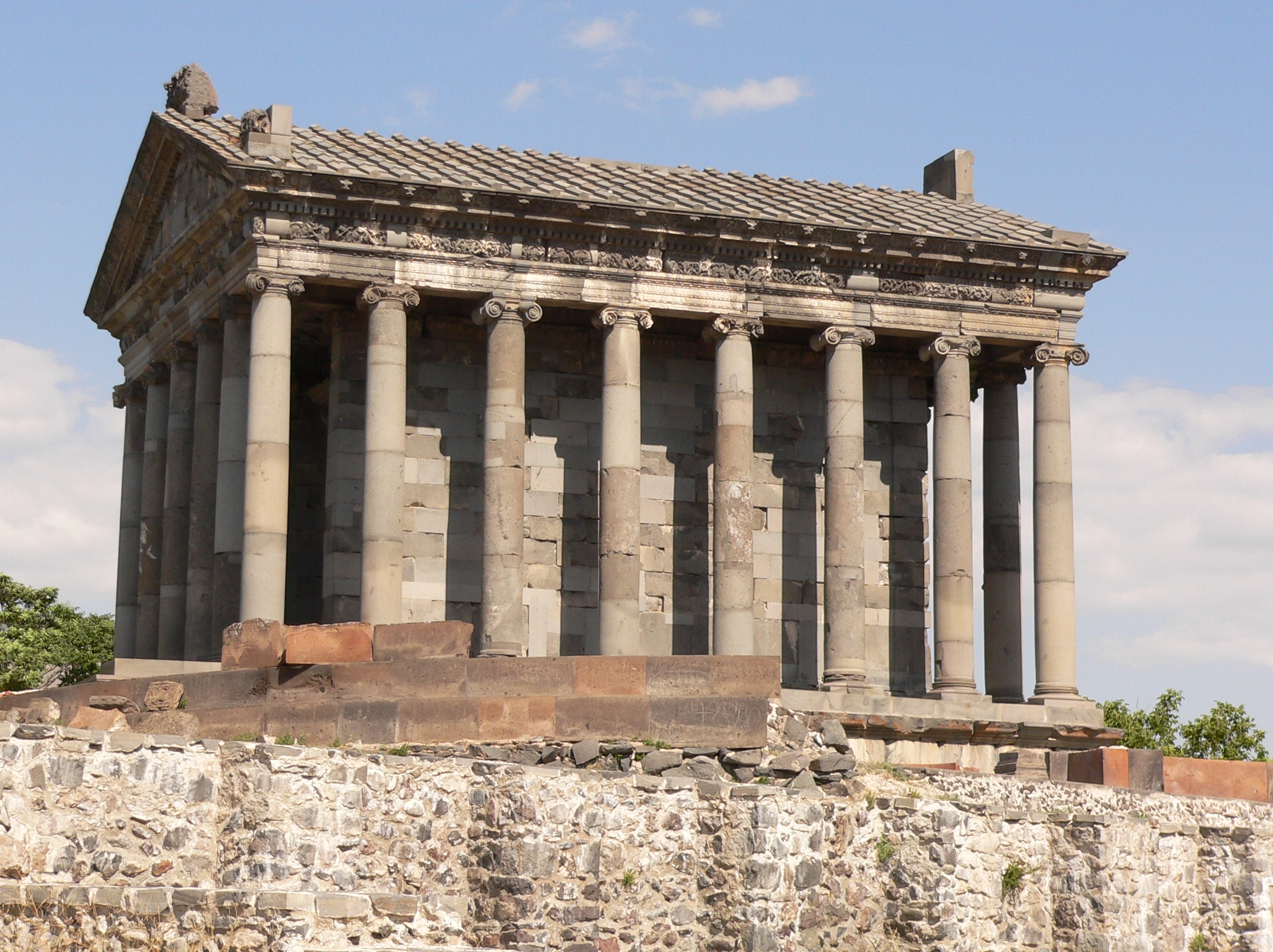
Zrekonstruowana świątynia hellenistyczna w Garni

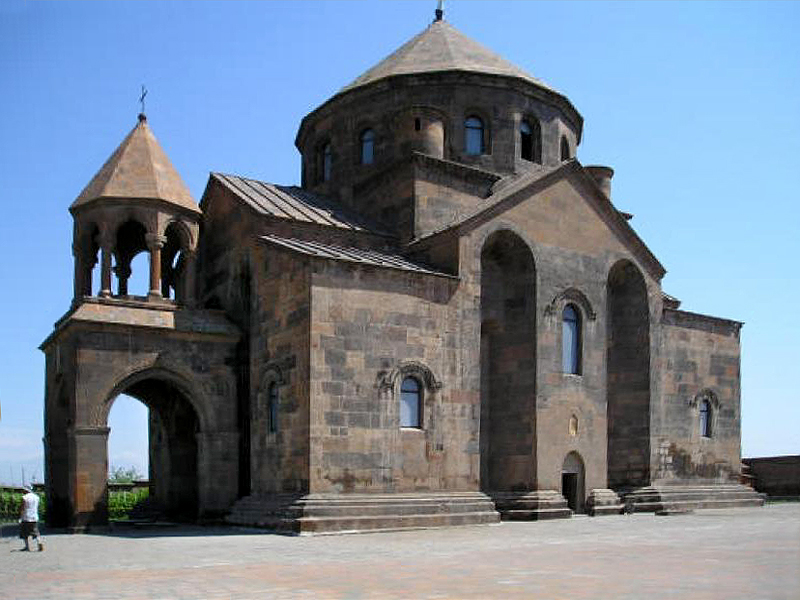
Kościół św. Hripsime w Eczmiadzinie

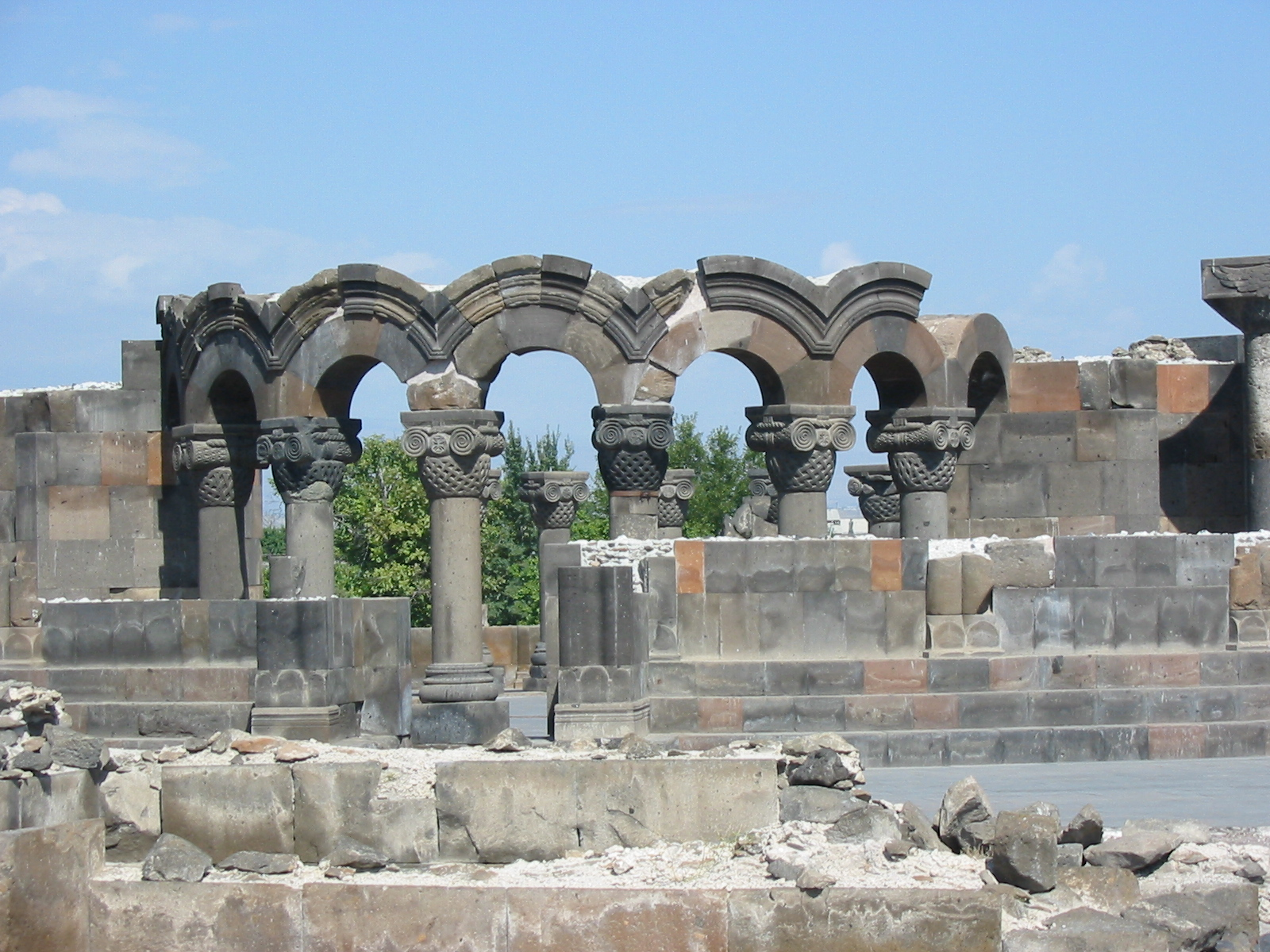
Odbudowany fragment ruin katedry w Zwartnocu

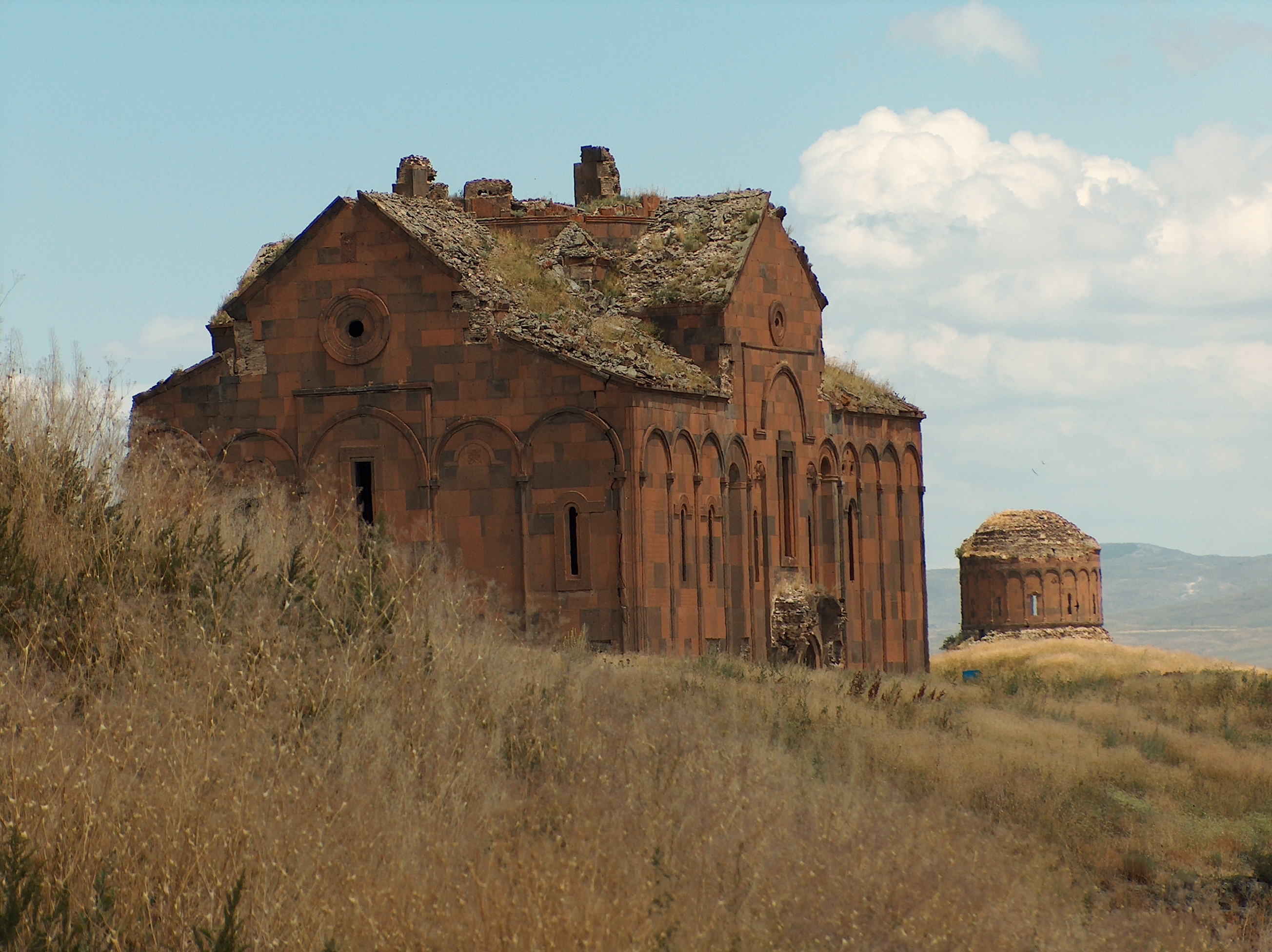
Katedra w Ani (arch. Tyrdat)

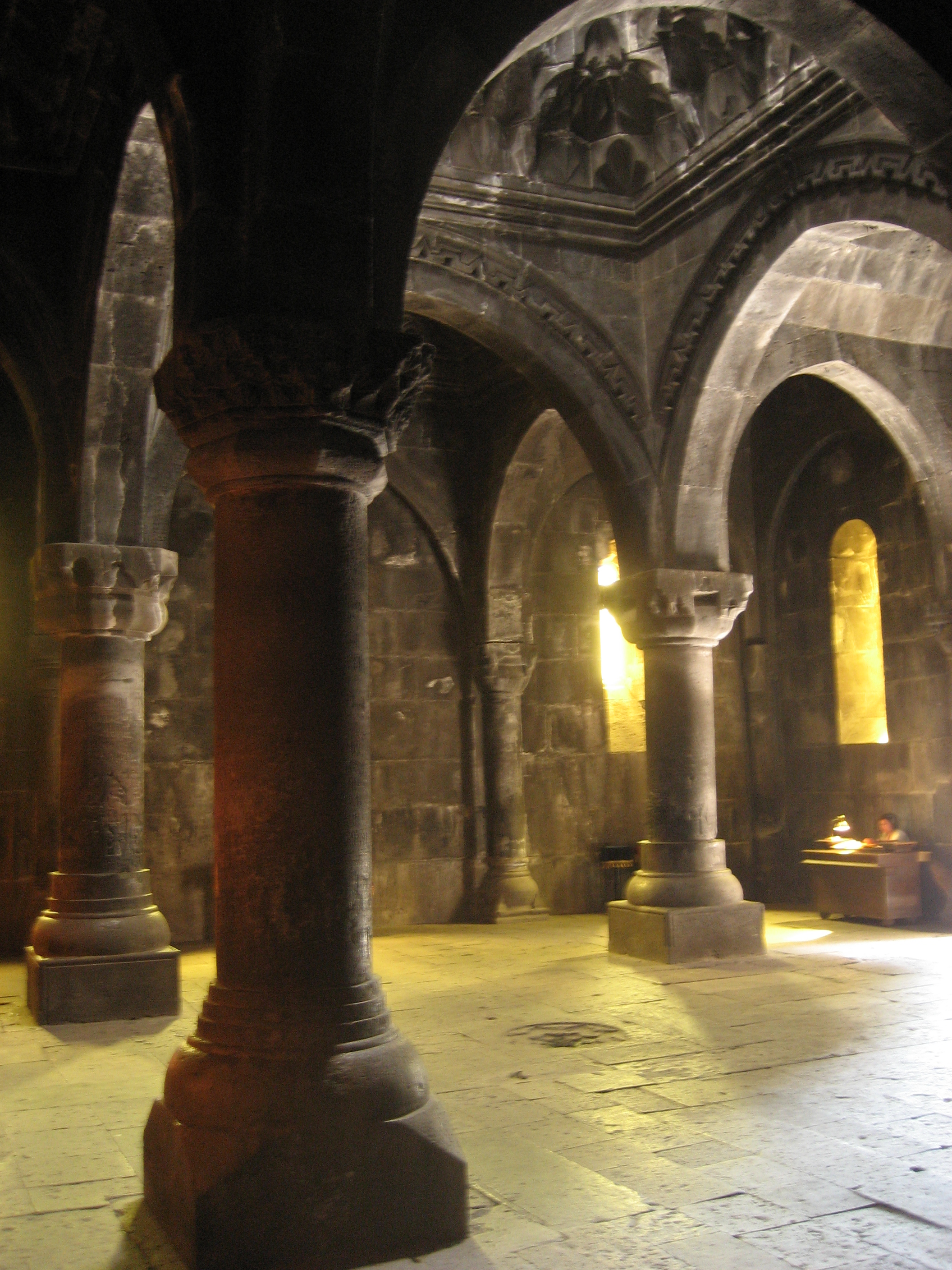
Wnętrze katedry w Gegardzie

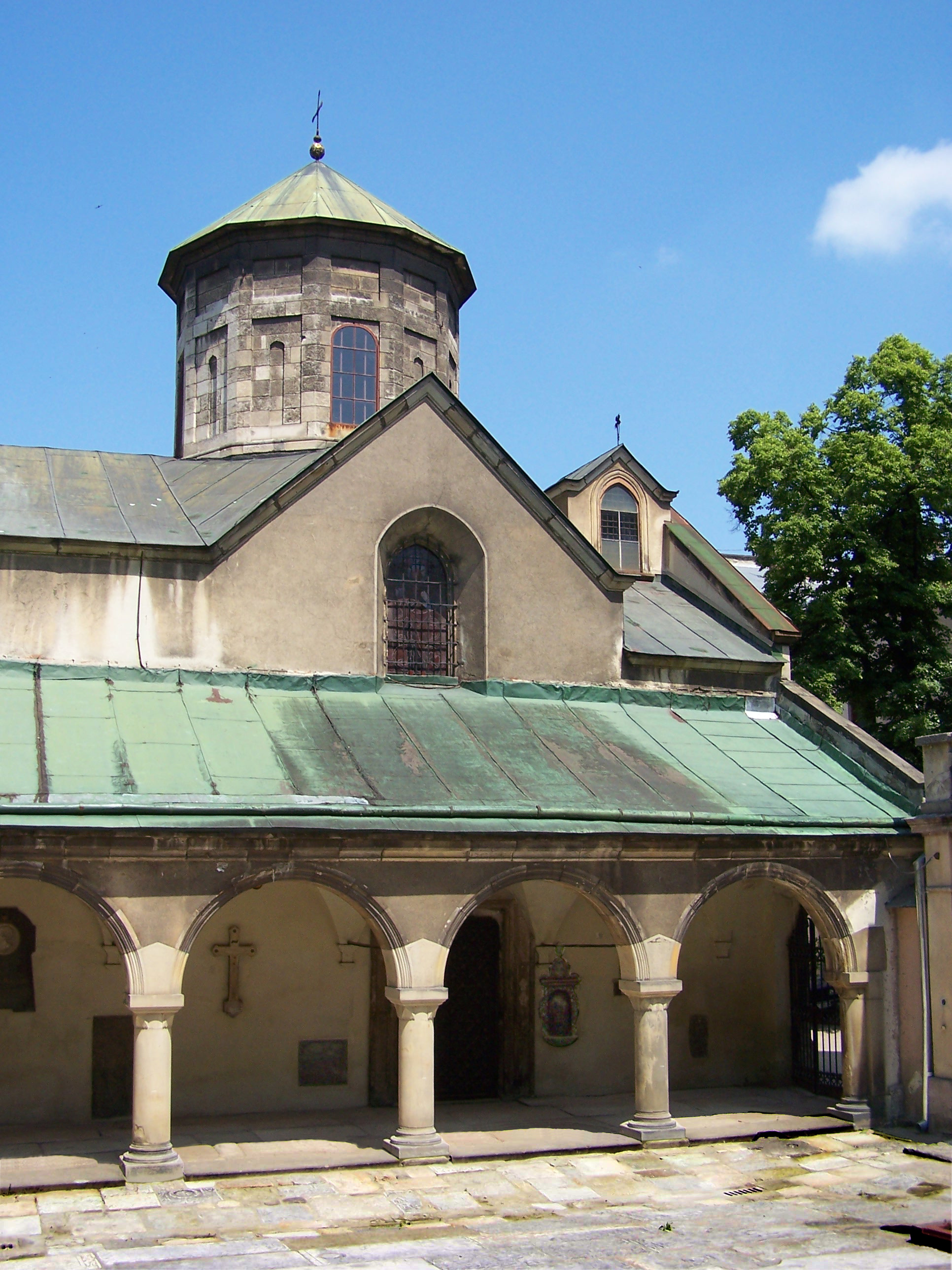
Katedra Ormiańska we Lwowie

Architektura Armenii rozwijała się w ciągu tysięcy lat pod wpływami Bliskiego Wschodu, Bizancjum i Europy.
Najwcześniejsze budowle wskazują na wpływy z Urartu. Były to budowle na planie kolistym, murowane ze starannie obrobionych bloków miejscowego kamienia wulkanicznego.
Gdy na terenie dzisiejszej Armenii powstały kolonie greckie, wzniesiono świątynie powtarzające wzory hellenistyczne, jak zburzona przez trzęsienie ziemi i zrekonstruowana świątynia w Garni. Oprócz świątyń budowano w tym okresie amfiteatry i termy na wzór rzymski. Po wprowadzeniu chrześcijaństwa w roku 304 wiele świątyń greckich przekształcono na kościoły chrześcijańskie. 
Pierwsze wznoszone od fundamentów kościoły chrześcijańskie miały plan tetrakonchy – czterech wnęk-apsyd wokół centralnego kwadratowego wnętrza, tworzących kształt równoramiennego krzyża greckiego. Tak zbudowano kościół św. Hripsime w Eczmiadzinie oraz podobny do niego kościół Dżwari w Mcchecie w sąsiedniej Gruzji. Budowniczowie świątyń Armenii budowali coraz śmielsze konstrukcje, nie licząc się z zagrożeniem sejsmicznym. Wielka katedra w Zwartnocu (643-661) zawaliła się w roku 930. Jej ruiny świadczą jednak o mistrzostwie rzemiosła ormiańskich budowniczych.
Oprócz świątyń powstawały budowle świeckie. Za króla Gagika I (989-1020) założono miasto Ani otoczone wysokimi murami obronnymi. Architekt Tyrdat, który uprzednio zbudował trzecią z kolei kopułę kościoła św. Zofii w Konstantynopolu, wzniósł w Ani kościół katedralny. Zastosował w nim formy architektoniczne, jak ostrołuki, które o stulecia wyprzedziły pojawienie się podobnych form w architekturze Europy Zachodniej. Oprócz katedry zbudował Tyrdat pałac Katolikosa.
W drugim tysiącleciu Armenia weszła w okres powolnego upadku. Nieustanne najazdy nie sprzyjały budowaniu nowych świątyń i pałaców. Budowniczowie ograniczali się do rozbudowy obiektów istniejących. 
W XIX wieku Armenia stała się odległą prowincją imperium rosyjskiego. Chroniło to przed agresją islamską, ale nie sprzyjało rozwojowi kultury narodowej. W tym okresie nie powstały znaczące budowle. Po przyłączeniu do ZSRR w Armenii rozpoczęto budowę obiektów, mających świadczyć o potędze nowego ustroju. Architekci budowali gmachy reprezentacyjne, zwłaszcza w stolicy kraju, Erywaniu, stosując detale zaczerpnięte z zabytków Armenii. Dzięki temu, a także dzięki mistrzostwu tradycyjnego rzemiosła kamieniarskiego, uniknięto powtarzania pozbawionych umiaru zdobień pseudoklasycznych według wzorów socrealizmu. Dobrym przykładem jest budynek Matenadaranu, dzieło architekta Marka Grigoriana z lat 1945-57.
O przywiązaniu Ormian do tradycji narodowej świadczą najlepiej kościoły ormiańskie budowane przez społeczności diaspory. Należy do nich Katedra Ormiańska we Lwowie.